# NOFX

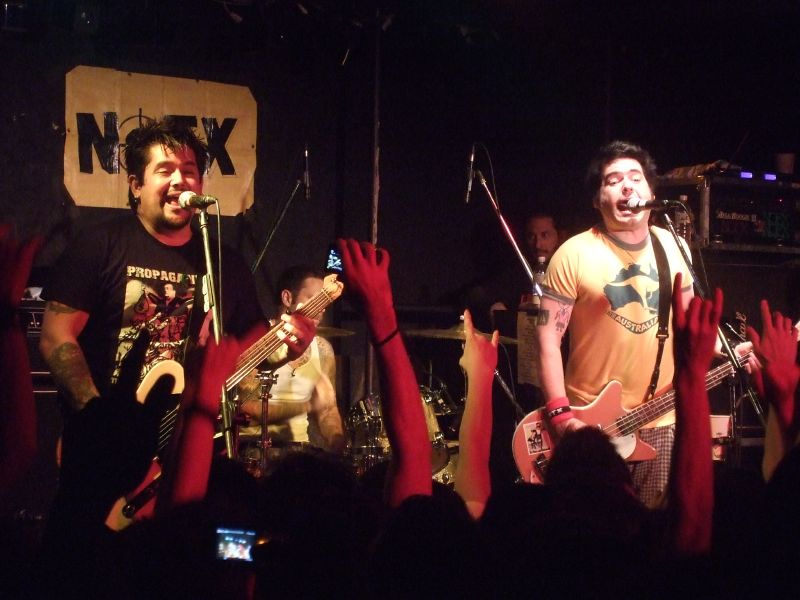
NOFX in Taipei, 2007

NOFX was een Amerikaanse punkband uit Los Angeles die in 1983 werd opgericht door Fat Mike, Eric Melvin en Erik Sandin. In 1991 kwam El Hefe na verschillende andere bezettingen ook bij de band. NOFX werd in 1994 bekend met hun vijfde studioalbum Punk in Drublic, dat wereldwijd meer dan een miljoen keer verkocht werd en in de Verenigde Staten de goudstatus behaalde. NOFX beëindigde haar carrière na 41 jaar op 6 oktober 2024 met een show in San Pedro.

## Biografie

### Beginjaren (1983-1988)
Slaggitarist Eric Melvin en basgitarist Michael Burkett leerden elkaar op de middelbare school kennen door een gemeenschappelijke vriend, die ook gitaar speelde. Mike kende een drummer, Erik Sandin, die hij al eerder had gevraagd om lid te worden van zijn vorige band False Alarm. De drie vormden samen uiteindelijk een band, met Burkett als zanger en basgitarist. Ze noemden zich NO-FX, naar de band Negative FX, een band die in de eerste helft van de jaren 80 een kortstondig bestaan kende. NOFX nam in 1984 een eerste demoalbum op, getiteld Thalidomide Child. Het werd geproduceerd door Don Bolles, de drummer van The Germs. Dit album, dat nooit eerder was uitgegeven, zou voor het eerst uitgegeven worden in 2011. Dit is er echter nooit van gekomen.
In deze tijd veranderde de samenstelling van de band meerdere keren. Sandin verhuisde in 1985 naar Santa Barbara en werd als drummer vervangen door Scott Sellers. Sellers verhuisde later dat jaar ook, dus de band stelde weer een nieuwe drummer aan, Scott Aldahl. Ook kreeg de band een nieuwe zanger, Dave Allen. Niet lang nadat hij werd aangesteld als zanger kwam Allen om bij een auto-ongeluk, en verliet Aldahl de band. Uiteindelijk werd Sandin overtuigd door Mike en Melvin om weer bij de band te komen en waren de originele drie leden herenigd. Ze stelden ook een tweede gitarist aan, eerst Dave Casillas en later Steve Kidwiller.
Met Casillas nam NOFX het debuutalbum Liberal Animation (1988) op, dat werd geproduceerd en uitgegeven door Brett Gurewitz van Bad Religion bij zijn platenmaatschappij Epitaph Records.

### Doorbraak (1989-2002)
Met Epitaph Records nam NOFX nog twee albums op, deze keren met Kidwiller. S&M Airlines kwam uit in 1989, Ribbed in 1991. De leden van NOFX waren in het begin nog straight edge, maar hun drugsgebruik nam al snel toe en uiteindelijk verliet Kidweller de band omdat hij niet meer tegen het vele drugsgebruik kon. De band moest dus weer op zoek naar een nieuwe leadgitarist, die ze vonden in Sandins vriend Aaron Abeyta. Omdat Aaron in het Engels te veel lijkt op Erik/Eric, hoe Sandin en Melvin al heetten, kreeg hij de bijnaam El Hefe, Spaans voor "De Baas", omdat hij beter is in instrumenten spelen dan de rest van de band.
Met El Hefe nam NOFX White Trash, Two Heebs and a Bean op in 1992 en in 1994 hun best verkochte album Punk in Drublic. Punk in Drublic werd een miljoen keer verkocht, waarvan 500.000 keer in de Verenigde Staten.
De doorbraak van NOFX kwam tegelijk met die van andere punkbands zoals Green Day, Rancid en The Offspring, die net als NOFX uit Californië kwamen. NOFX nam in tegenstelling tot de eerder genoemde bands nauwelijks videoclips op, die ze doelbewust niet lieten uitzenden door muziekzenders zoals MTV:
We made the 'Leave It Alone' video, and we decided not to send it to MTV. We just didn't want to be a part of that machine, of that 'punk wave'.— Fat Mike
Hierdoor bleef de bekendheid van NOFX bij het grote publiek achter. In 1995 volgde het livealbum I Heard They Suck Live!!. In 1999 volgde The Decline, een ongeveer 18 minuten durende ep die grotendeels dient als een satire van de Amerikaanse politiek en maatschappij. Het album werd uitgegeven via Fat Wreck Chords en markeert het begin van NOFX als politiek linkse band. "The Decline" was bij uitgave het op een na langste punknummer dat ooit is uitgegeven: alleen "Taking Sides" (1983) van Crass, dat 22 minuten duurt, is langer. In 2002 werd een splitalbum met Rancid opgenomen en uitgegeven via BYO Records, getiteld BYO Split Series, Vol. 3.
NOFX nam bij Epitaph Records nog drie studioalbums op: Heavy Petting Zoo (1996), So Long and Thanks for All the Shoes (1997) en Pump Up the Valuum (2000). Bij deze albums ging NOFX verder in op hun eigen stijl, een combinatie van hardcore punk, skatepunk en ska-punk, die ze zelf een keer als "loungecore" omschreven.

### Fat Wreck Chords (2003-2008)
In 2003 verliet de band Epitaph Records en tekenden ze bij Fat Mike zijn eigen platenmaatschappij, Fat Wreck Chords. Hier gaven ze hun negende studioalbum The War on Errorism uit. Van dit album verscheen het nummer "Separation of Church and Skate" op Tony Hawk's Underground (2004). In tegenstelling tot hun eerdere werk is The War on Errorism meer politiek en haalt het flink uit naar de toenmalige president van de VS, George W. Bush. Ook werkte NOFX mee aan de Rock Against Bush compilatiealbums, ook van Fat Wreck Chords. Sindsdien profileert NOFX zich meer als een linkse punkband, terwijl de teksten in het begin nog neutraal waren.
In 2005 werd 7" of the Month Club aangekondigd, een albumreeks van twaalf singles. Men kon een abonnement op de serie kopen om vervolgens elke maand een album toegestuurd te krijgen, al liep het schema al snel achterop en duurde het project twee maanden langer. In 2006 werd het album Wolves in Wolves' Clothing uitgegeven. Na het opnemen van dit album ging de band op een wereldtour, waarin ze proberen om in zo veel mogelijk "vreemde" landen te spelen, die opgenomen werd en als NOFX: Backstage Passport op tv kwam. In 2007 werd het livealbum They've Actually Gotten Worse Live! uitgegeven.

### CoasterenSelf-Entitled(2009-2014)
In februari 2009 herenigde NOFX zich met de voormalige leden Steve Kidwiller en Dave Casillas voor optredens in het kader van het 25-jarig jubileum. Later in 2009 verscheen het album Coaster, op vinyl bekend als Frisbee. Na Coaster werd ook nog een ep uitgeven met nummers van de studiosessies, getiteld Cokie the Clown (2009). In zijn rol als Cokie the Clown zorgt Fat Mike in 2010 voor opschudding als hij de suggestie wekt zijn publiek urine te hebben laten drinken. Dit bleek later een grap te zijn geweest.
Op 21 juni 2010 kondigde NOFX aan een compilatiealbum uit te gaan brengen met de titel The Longest EP. Een compilatie van geselecteerde nummers uit de ep's die van tussen 1987 en 2009. Het werd uitgebracht op 17 augustus 2010. Op 23 november dat jaar bracht Fat Wreck Chords NOFX/The Spits uit, een splitalbum met de band The Spits. Het bevatte twee nieuwe nummers van elke band.
In 2012 verscheen het nieuwste album van NOFX, Self Entitled, waarna net als bij Coaster een ep verscheen met overgebleven nummers uit de studiosessies. Deze ep is getiteld Stoke Extinguisher en kwam uit in 2013. Uit deze studiosessies was eerder al een single gekomen, getiteld "My Stepdad's a Cop and My Stepmom's a Domme".

### First Ditch Effort(2015-heden)
Op 19 juli 2016 werd het dertiende studioalbum van de band, getiteld First Ditch Effort, aangekondigd. Het zou op 7 oktober zou verschijnen. De eerste single, "Six Years on Dope", werd dezelfde dag uitgebracht. Op 17 april 2016 werd de autobiografie NOFX: The Hepatitis Bathtub and Other Stories uitgebracht. Tijdens de tour, genaamd de "Hepatitis Bathtub Tour", boekten ze op sommige data signeersessies. Op 16 december werd ook een speciale hardcovereditie uitgebracht met een ep van vier nummers getiteld Hepatitis Bathtub en een badhanddoek.
In maart 2018 bracht NOFX een nieuwe single uit. "There's No 'Too Soon' if Time is Relative" dient als eerbetoon aan de natuurkundige Stephen Hawking die enkele dagen eerder was overleden. De track was een maand voor de uitgave opgenomen. Enkele dagen later kondigde de band et eerste jaarlijkse "Camp Punk in Drublic Festival" aan in Legend Valley in Thornville, Ohio. Het driedaagse evenement zou naast NOFX ook optredens zien van onder andere Rancid, Pennywise, The Mighty Mighty Bosstones en Me First and the Gimme Gimmes.
Op 16 augustus 2019 bracht NOFX een nieuwe single uit, getiteld "Fish in a Gun Barrel". Het nummer is geschreven als reactie op massaschietpartijen in de Verenigde Staten. De opbrengst van de single ging naar een de liefdadigheidsinstelling Moms Demand Action.
Op 1 september 2022 maakte NOFX bekend in 2023, na dan 40 jaar te hebben bestaan, uit elkaar te gaan. Het laatste optreden zou worden gespeeld in Los Angeles.

## Nevenprojecten

### Fat Wreck Chords
Fat Wreck Chords (uitgesproken als "Fat Records") is een onafhankelijke platenmaatschappij uit San Francisco, opgericht door Fat Mike en zijn toenmalige vrouw Erin in 1990. Fat Wreck Chords specialiseert zich in punkmuziek. Kenmerkend voor Fat Wreck Chords is dat ze bands slechts een contract voor één album aanbieden, die de band op elk moment mag maken. Ook heeft Fat Wreck Chords verschillende compilatiealbums gemaakt, waaronder verschillende compilatiealbums voor goede doelen of om te protesteren tegen George W. Bush. NOFX zelf tekenden bij Fat Wreck Chords in 2003.

### Me First and the Gimme Gimmes
Fat Mike begon in 1995 met een paar leden van bands van Fat Wreck Chords een supergroep die punkcovers maakt van bekende nummers. Elk album heeft een thema waar de gecoverde nummers op dat album om draaien. Eric Melvin heeft bij Me First and the Gimme Gimmes ook eens opgetreden als invaller bij een live-optreden.

## Leden
Huidige leden
- Michael "Fat Mike" Burkett - bas, zang
- Eric Melvin - slaggitaar, accordeon
- Erik "Smelly" Sandin - drums
- Aaron "El Hefe" Abeyta - leadgitaar, trompet

Voormalige leden
- Scott Sellers - drums
- Scott Aldahl - drums
- Dave Allen - zang
- Dave Casillas - gitaar
- Steve Kidwiller - gitaar

## Discografie

### Studioalbums
- Liberal Animation (1988)
- S&M Airlines (1989)
- Ribbed (1991)
- White Trash, Two Heebs and a Bean (1992)
- Punk in Drublic (1994)
- Heavy Petting Zoo (1996)
- So Long and Thanks for All the Shoes (1997)
- Pump Up the Valuum (2000)
- The War on Errorism (2003)
- Wolves in Wolves' Clothing (2006)
- Coaster (2009)
- Self Entitled (2012)
- First Ditch Effort (2016)
- Single Album (2021)